# كثولو

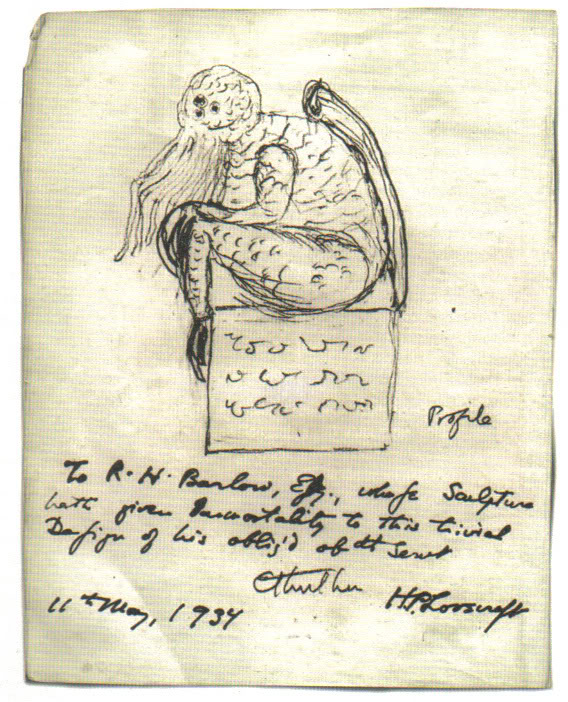

كثولو أو كتولو (بالإنجليزية: Cthulhu)‏ شخصية وهمية لمخلوق كوني، من خارج الكرة الأرضية والمجرة وربما من بعد كوني آخر، ظهرت للمرة الأولى في قصة قصيرة «نداء كثولو» (بالإنجليزية: The Call of Cthulhu)‏ في مجلة Pulp - حكايات غريبة، في عام 1928 للكاتب هوارد فيليبس لافكرافت. وله ابنة ستلده ثانية إذا تمت هزيمته تسمى كثيلا.

## الأسم وطريقة نطقه
ذكر الكاتب خلال حياته أكثر من طريقة لنطق الأسم «كاثولو» و«كثوهلو»، وأرجع ذلك إلى أن هذه أقرب الطرق لنطق اللغة غير البشرية المقتبس منها الأسم، حيث أنه يصعب نطق أسمه بواسطة الصوت البشري لمحدودية قدرة الحبال الصوتية البشرية على نطق اللغات غير الأرضية.

## مظهره ووصفه
في قصة "نداء كثولو" لـ هوارد فيليبس لافكرافت، يصف كثولو على أنه "وحش ذو جسد بشري، ورأس يشابه الأخطبوط، ممتلئ بما يشابه قرون الأستشعار، وبشرة قشرية على جسد يبدو مطاطيا، مع مخالب ضخمة على كفيه وقدميه، وأجنحة مستطيلة على ظهره.
وصف كثولو على أنه مزيج بين البشر والأخطبوط وتنين.

## تاريخ كثولو في الأدبيات

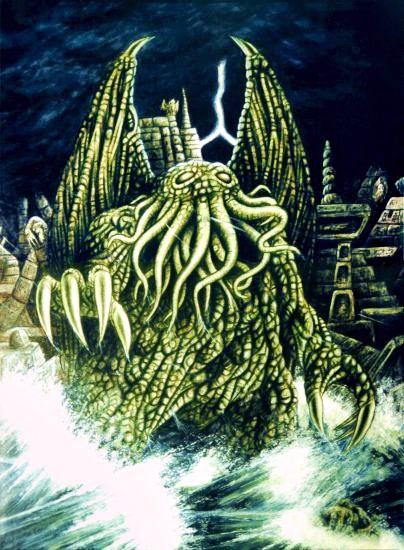
رسم لكثولو كما وصفه لافكرافت 2006

تحكي القصة القصيرة التي نشرت في مجلة «حكايات غريبة» عام 1928 تحت اسم "نداء كثولو" عن كيان شيطاني خبيث حبيس في مدينة غارقة تحت الماء في جنوب المحيط الهادئ تسمّى "رلييه" بينما تحاول بعض الجماعات الدينية تحرير الكيان الشيطاني بممارسة بعض طقوس سحر الفودو، وبترديد نداء بلغة غامضة يقول: ""فنجلوي مجلوناف كثولو رلييه وجاهنانج فتاجن" والذي يفترض أنه يعني "في بيته في رلييه ينتظر كثولو الميت، ويحلم". يمثل  ذلك الكيان الشيطاني مصدر قلق مستمر للبشر، كما تعبده عدد من الطوائف البشرية (في كلّ من نيوزيلندا، وجرينلاند، ولويزيانا، والجبال الصينية) وعددًا من الوحوش الأخرى. تفترض القصة أن مصدر تلك الديانات في الأصل هو صحراء جزيرة العرب حيث مدينة إرم ذات العماد. تؤكد القصة القصيرة على فرضية أن كثولو سيعود في النهاية.
تصور لافكرافت علم الأنساب التفصيلي لكثولو (نُشر باسم «الرسالة 617» في رسائل مختارة) وجعل شخصية كثولو مرجعًا محوريًا للعديد من أعماله مثل القصة القصيرة «رعب دانويتش» التي كتبها عام 1928، كما أشار إلى كثولو في قصة القصيرة بعنوان «الهامس في الظلام» نشرت عام 1930 حيث يقول على لسان إحدى شخصيات القصة إذ يدعى أنه يعرف أصول المخلوق «تعلمت من أين جاء كثولو أولاً، ولماذا توهّجت نصف النجوم الهائلة التي وجدت لبعض الوقت على مر التاريخ.»). تشير رواية «في جبال الجنون» إلى «كثولو الذي جاء من النجوم» الذي حارب مع جنس آخر يُسمى «الآحاد القديمة» قبل فجر الإنسان.
استخدم الكاتب الأمريكي، وناشر أعمال لافكرافت، أوجست ديرليث اسم المخلوق ليطلق على هذا النوع من الأدب المبني على وجود كيان كثولو الغامض، والذي بدأه لافكرافت وسار عليه خلفاؤه الأدبيون اسم «ميثولوجيات كثولو». كتب ديرليث في عام 1937 القصة القصيرة «عودة هاستور»، والتي قدّم فيها مجموعتين من الكيانات الكونية المتصارعة هي آلهة الخير الكوني، وآلهة الشر الكوني. تتضمن كلتا المجموعتين آلهة بأسماء مختلفة، ومن عناصر مختلفة، مثل «ثولهو العظيم» الذي هو أحد عناصر الماء، وقد كان منخرطًا في صراع قديم مع عنصر جوي معين، وكذلك «هاستور» الذي وصفه ديرليث بأنه «الأخ غير الشقيق لكثولو».
كتب ديرليث سلسلة من القصص القصيرة نُشرت في مجلة «حكايات غريبة» بين عاميّ (1944-1952) وجمعت تحت اسم «درب كثولو»، وتصور السلسلة نضال الدكتور لابان شروزبري، ورفاقه ضد كثولو وأتباعه. كما أشار ديرليث إلى كثولو في رواية «المختبئ في المدخل» التي صدرت عام 1945 عن دار أركهام هاوس التي أسسها ديرليث. بوسعنا أن نجد كثولو أيضا في رواية «المراقبون خارج حدود الزمن والآخرين»، وهي مجموعة قصص تحتوي على تفسيرات ديرليث لميثولوجيات لافكرافت، ونشرتها أركهام هاوس في عام 1974.
تعرضت تفسيرات ديرليث لانتقادات من قبل ميشيل ويلبيك، وآخرين.
امتد تأثير الشخصية أيضًا إلى أدب الألعاب؛ حيث خصّصت شركة الألعاب «تي إس آر» TSR فصلاً كاملاً عن ميثولوجيات كثولو في الطبعة الأولى لكتاب «تنانين وزنازين» المأخوذ عن كتاب صدر عام 1980 بعنوان «آلهة ونصف آلهة»، لم تكن شركة تي إس آر على دراية بأن شركة أركهام هاوس، التي امتلكت حقوق الطبع والنشر لجميع أدبيات لافكرافت تقريبًا، قد رخصت بالفعل ملكية كثولو لشركة اللعبة Chaosium. على الرغم من أن Chaosium قد أعلنت أنه بإمكان شركة «تي إس آر» الاستمرار في استخدام الشخصية إذا كانت كل طبعة مستقبلية ستشير إلى ملكية Chaosium لها، إلا أن تي إس آر قد رفضت ذلك، وأزالت المادة من جميع الإصدارات اللاحقة.

## في الألعاب الإلكترونية
-     أصدرت شركة Chaosium في عام 1981، لعبة المحاكاة «نداء كثولو». قد تكون هذه اللعبة قد ساهمت بشكل كبير في جعل أعمال لاڨكرافت معروفة لدى جمهور أكبر. لقد وصلت الآن إلى نسختها السابعة مع توفر كمية كبيرة من المواد الإضافية أيضًا، وفازت بالعديد من جوائز الألعاب الكبرى.
- وفي عام 1987 أصدرت Chaosium لعبة المغامرات التعاونية «رعب أركهام» استنادًا إلى الخلفية ذاتها، والتي أعاد نشرها ناشرون آخرون منذ ذلك الحين. في عام 1996، أصدروا لعبة بطاقات قابلة للجمع عن كائنات لافكرافت الأسطورية.
-     في عام 2004 بدأت سلسلة ألعاب فانتسي فلايت جيمز علاقة طويلة الأمد مع شركة Chaosium وأصدرت لعبة تجميع الورق (Living Card Game)، والتي أعيد تسويقها في شكل جديد  في عام 2008 تحت اسم«نداء كثولو: لعبة الورق». كانت تلك هي أول مجموعة ألعاب غير تعاونية للشركة، والوحيدة في عائلتها.
-     في عام 2006 قامت شركة بيثسدا سوفت ووركس المتخصصة في الألعاب الإلكترونية بالتعاون مع شركتي يوبيسوفت، وتو كي جيمز بنشر لعبة مشتركة بعنوان «نداء كثولو: أركان الأرض المظلمة» والتي تستند إلى لى أعمال لاڨكرافت. لا يظهر في هذه اللعبة كثولو نفسه، ولكن تشير إليه اللعبة عدة مرات، ويمكن للاعبين مشاهدة تمثال له في أحد المعابد، كذلك يظهر ميلاد نجم كثولو بشع المنظر كعدو في وقت متأخر من اللعبة.
-     في 19 مارس 2007 أصدرت شركة ألعاب ستيف جاكسون نسخة جديدة من لعبة الورق «مانشكين» تسمى «مانشكين كثولو». تقدم اللعبة كثولو والأساطير المحيطة به بأسلوب فن الكارتون، وبالنغمة الكوميدية، وتلعب بشكل كبير على موضوعات الجنون، والعبادة. يتميز كيان كثولو العظيم بأنه وحش مستقل في سطح السفينة، إلى جانب الكثير من المحاكاة الساخرة لمخلوقات لافكرافت. يُصوَّر كثولو على أنه مخلوق هائل الكتلة بألوان وخضراء زاهية، وبرأس بصلي كبير، وزوج من الأجنحة الصغيرة بشكل غير متناسب.
-     في سلسلة ألعاب الفيديو الأوكرانيّة S.T.A.L.K.E.R هناك متحولة مستوحاة من كثولو تسمى مصاصة الدماء.
-     كما أن كثولو هو مصدر الإلهام الرئيسي للزومبي في لعبة الفيديو «كول أو ديوتي: بلاك أوبس 3».
-     تحتوي لعبة المحاكاة متعددة اللاعبين على الإنترنت «وورلد أوف وار كرافت» على إشارات عديدة إلى كثولو، والأساطير المرتبطة به، بما في ذلك قائد غزو يظهر في بداية اللعبة يدعى «كثون» C'Thun، ثم أحد أحد الآلهة القديمة للعبة والمسمى «نزوث» والذي يقبع في مدينة غارقة.
-     في لعبة «سكريبلنوتس2009» يمكن استدعاء  كثولو. غير إنه يبدو أصغر بكثير مما هو موصوف في أعمال لافكرافت ولكنه أقوى بكثير من معظم الأشياء العدوانية الأخرى.
-     تظهر لعبة «كثولو ينقذ العالم (2010)» الكيان كثولو بصورة خارجة عن المألوف حيث يلعب دور البطل المخلص.
-     تشير لعبة «تيراريا 2011» إلى كثولو في ثلاث معارك بين ثلاثة من الزعماء هم: عين كثولو، وعقل كثولو، والرئيس الأخير إله القمر، والتي تكون ضمنيًّا كثولو نفسه.
-     في عام 2013، أصدرت شركة «تريفروج جيمز» دراسة في الزمرد، وهي لعبة لوحية مبنية على قصة قصيرة كتبها نيل جايمان، والتي تمزج بين ميثولوجيات كثولو، وبين شخصية شرلوك هولمز.
-     في عام 2015، قام مؤلف لعبة محاكاة Chaosium عام 1981 ساندي بيترسن بتصميم لعبة لوحية غير تناظرية بعنوان «حروب كثولو».
-     في عام 2016، أصدرت Z-Man Games نسخة بديلة من اللعبة اللوحية «بانديميك». هذا الإصدار المعدل بعنوان: «بانديميك: عهد كثولو» تدور أحداثه في عوالم كثولو الأسطورية حيث يتسابق المستكشفون لإنقاذ العالم قبل عودة كثولو.
-     في عام 2018 طُورت لعبة فيديو من ألعاب المحاكاة ومن نوع رعب البقاء على قيد الحياة تسمى «نداء كثولو» وقد طورت اللعبة لتلائم أجهزة البلايستيشن 4، والإكس بوكس، ونظام تشغيل الويندوز pc.
-     في عام 2019، أصدرت شركة «كمون ليمتد» لعبة لوحية بعنوان «كثولو: ديث ما يداي».
-     في يونيو من عام 2019، تم إصدار لعبة تحري رعب في العالم المفتوح تسمى «المدينة الغارقة»، والتي تستند إلى ميثولوجيات كثولو لكل من أنظمة تشغيل المايكروسوفت ويندوز، والإكس بوكس، والبلايستيشن 4، كما صدرت لعبة «نينتندو سويتش» في سبتمبر من نفس العام.
-     في 10 ديسمبر 2019 أصدرت لعبة إطلاق الرصاص، ورعب البقاء على قيد الحياة «كيلنج فلور2»، تحديثًا موسميًا بعنوان «رعب موسم الميلاد» والذي تضمن خريطة باسم «المصحة» مع بيضة عيد الفصح التي تكشف عن ظهور كثولو في الخلفية.
-     في عام 2020 تم إصدار كثولو كشخصية قابلة للعب في لعبة موبا سمايت.

## في السياسة

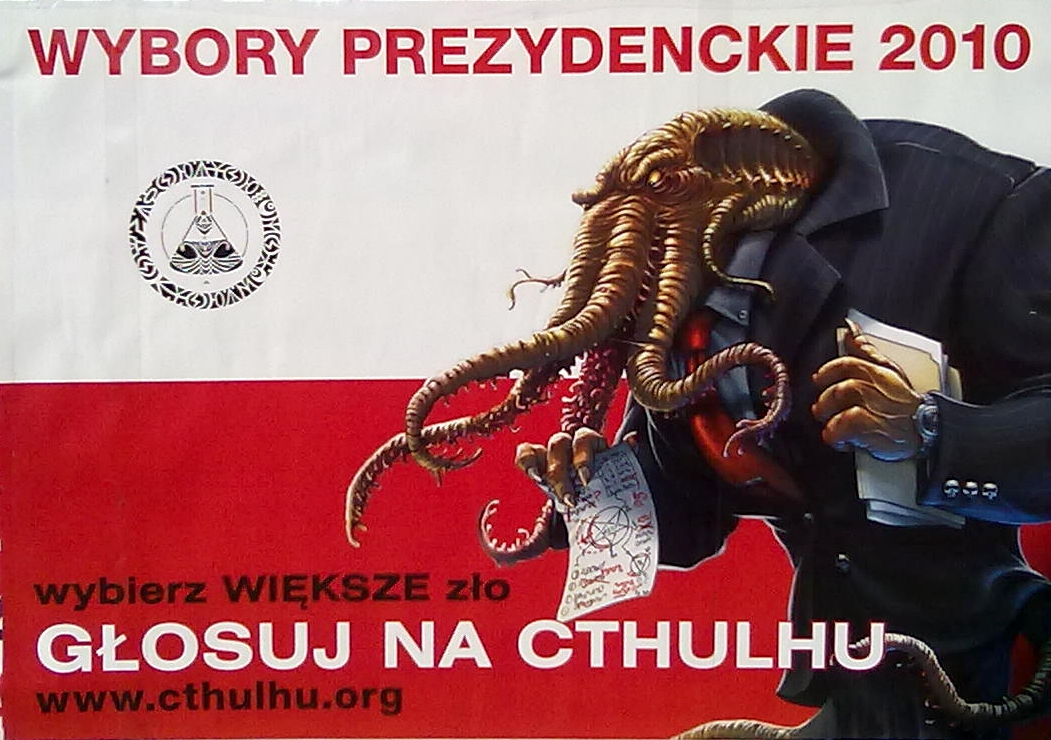
ملصق دعائي من انتخابات الرئاسة البولندية 2010. ويقول التعليق على الملصق: "اختر الشرير الأعظم، صوّت لكثولو"

ظهر كثولو كمرشح في المحاكاة الساخرة للعديد من الانتخابات، بما في ذلك الانتخابات الرئاسية البولندية لعام 2010، وكذلك انتخابات 2012، و 2016 الرئاسية الأمريكية. عادة ما تستخدم حملات المعارضة كثولو كوسيلة للسخرية من الناخبين الذين يدعون التصويت لصالح «أهون الشرين».
-     في المملكة المتحدة وجد ما يسمى بـ«حزب كثولو» وهو منظمة سياسية زائفة، تتبنى شعار «تغيير السياسة من أجل الشر»، على سبيل السخرية من شعار حزب البريكست «تغيير السياسة من أجل الخير»؛ وهناك عضو في حزب كثولو يشغل منصب عمدة بلدة بليستس هيل البريطانية.
-     شاركت منظمة «كثولو من أجل أمريكا» خلال الانتخابات الرئاسية الأمريكية لعام 2016، وعقدت مقارنات مع مرشحين رئاسيين ساخرين آخرين مثل «فيرمين سوبريم». كان لدى المنظمة برنامج يتضمن تقنين التضحية بالقرابين البشرية، ودفع جميع الأمريكيين إلى الجنون، ووضع حد للسلام.

## في العلوم
-     سمّي باسم كثولو نوع العنكبوت الكاليفورني «بيموا كثولو» (Pimoa cthulhu)، الذي وصفه جوستافو اورميجا في عام 1994، وأنواع عثة غينيا الجديدة «سبايدونيا كثولي» Speiredonia cthulhui))، التي وصفها كل من جيرمي د. هواي، وألبرتو تزيللي.
-     سميّت اثنين من الكائنات الحية الدقيقة التي تساعد النمل الأبيض على هضم الخشب (macrofasciculumque) و (Cthylla microfasciculumque) على اسم كثولو وابنته كثيلا.
-     في عام 2014، ألقت عالمة العلوم والتكنولوجيا دونا هارواي محاضرة بعنوان «الأنثروبوسين، كابيتالوسين، تشثولوسين: البقاء مع المشكلة»، حيث اقترحت مصطلح «كثولوسين Chthulucene» كبديل لمفهوم عصر الأنثروبوسين، بسبب التشابك بين جميع الكائنات المفترضة كأفراد. نفت هارواي أي علاقة بين المصطلح الذي استخدمته وبين كثولو المأخوذ من أدب لافكرافت، مدعية أن «كثولو» هو لفظ مشتق من لفظة كثونيوس khthonios اليونانية والتي تعني «من الأرض». ومع ذلك، فإن شخصية لافكرافت أقرب كثيرًا إلى المصطلح الذي ابتكرته من الجذر اليوناني، ويتزامن وصفها لمعناه مع فكرة لافكرافت عن تهديد كثولو المروع متعدد المجسات بانهيار الحضارة إلى رعب مظلم لا نهاية له.
-     في عام 2015 اقترح فريق ناسا المسؤول عن مهمة نيو هورايزونز تسمية منطقة مظلمة مطولة على طول خط استواء بلوتو، أشير إليها في البداية باسم «الحوت»، باسم «ناحية كثولو». وتعرف الآن باسم «بقعة كثولو».
-     في أبريل 2019، أعلن عمران عبد الرحمن وفريق أعمال الجمعية الملكية ب عن اكتشاف سولاسينا كثولو، وهي عضو منقرض من مجموعة ophiocistioids.

## في السينما والتلفزيون
قدمت العديد من الأفلام والبرامج التلفزيونية فكرة تهديد عودة كثولو للسيطرة على الكون. ومن الأمثلة البارزة ثلاث حلقات من سلسلة الرسوم المتحركة للكبار «ساوث بارك» والتي تبين فيها أن إريك كارتمان شرير لا يمكن إصلاحه لدرجة أنه قادر على ترويض كثولو، وتوجيهه لإبادة أعدائه الشخصيين. في تلك الحلقات يتم تمثيل كثولو بأمانة كما وصفه لافكرافت كوحش ضخم يشبه الأخطبوط.
-     في مسرحية للخيال العلمي الهزلية الشهيرة للكبار «ريك ومورتي»، يمكن رؤية تصوير كثولو في الافتتاحية، مباشرة قبل بطاقة العنوان.
-     في برنامج الرسوم المتحركة مغامرات بيلي وماندي، من إنتاج شركة كارتون نت وورك، خصصت حلقة مزدوجة عن كثولو تسمى «نداء خادع لكثولو». كما ظهر كثولو بشكل قصير في بداية حلقة "Treehouse of Horror XXIX" من مسلسل الرسوم المتحركة الشهير «عائلة سمبسون».
-     في حلقة مسلسل الرسوم المتحركة «فرقة العدالة» بعنوان «الرعب فيما بعد» من إنتاج شركة وارنر براذرز. تم عرض كثولو على أنه غازي من عالم متعدد الأبعاد إلى الأرض، حيث يتقاتل أعضاء فرقة العدالة مع كثولو.
-     في الحلقات الثامنة عشر، والتاسعة عشر في الموسم الثاني، من مسلسل جرافيتي فولز، شوهد كثولو لفترة وجيزة وهو يدمر أذنًا عملاقة باستخدام ليزر الفم ثم يمشي.
-     في 27 أكتوبر 1987، ظهر كثولو في الموسم الثاني الحلقة 28 من مسلسل الرسوم المتحركة «صائدو الأشباح الحقيقيين»، حيث قاتل صائدو الأشباح ضد طائفة من أبناء وعبدة كثولو.
-     ظهر كثولو أيضًا في ثلاثية الرسوم المتحركة "هوارد لافكرافت" من إنتاج أركانا ستوديو بدءًا من "هوارد لافكرافت" ثم "المملكة المتجمدة"، وانتهاءًا بـ"مملكة الجنون القادمة.
-     يظهر كثولو في ذروة أحداث فيلم تحت الماء، حيث تعبده حضارة للبشر تحت الماء.

## في الموسيقى
-     أشارت فرقة ميتاليكا لموسيقى الهارد ميتال إلى كثولو في أغنية "Dream No More" من ألبومها لعام 2016 الذي حمل اسم  "Hardwired ... To Self-Destruct".
-     وكذلك في ألبوم عام 1984 "Ride the Lightning" كانت هناك موسيقى "The Call of Ktulu" مستوحاة من رواية لافكرافت «الظل فوق إنزماوث» والتي قدمها كليف بيرتون إلى بقية أعضاء الفرقة. وفي أغنية بعنوان " The Thing That should Not Be " في ألبوم عام 1986 " Master of Puppets " تضمنت الكلمات اقتباسات جزئية من روايات الظل فوق إنزماوث، ونداء كثولو للافكرافت.
-     ضم ألبوم الاستوديو الخامس لمنتج الموسيقى الإلكترونية الكندي "deadmau5" أغنية بعنوان "Cthulhu Sleeps".
-     قدمت فرقة الميتال الأمريكية ""The Acacia Strain أغنية بعنوان "Cthulhu" في ألبومها "Continent".
-     ضم الألبوم الثاني لفرقة steampunk البريطانية The Men That Will Be Bame for Nothing أغنية "Margate Fhtagn". تصف الأغنية لقاء الفرقة مع كثولو أثناء إجازته في مارجيت.
-     تميز ألبوم "Midian" الألبوم الرابع لفرقة الميتال الإنجليزية المتطرفة Cradle of Filth  بأغنية بعنوان  Cthulhu Dawn" " على الرغم من أن كلمات الأغنية لا علاقة لها بوحش لافكرافت الأسطوري.
-     أغنيتا "The Watchman"، و "Last Exit for the Lost" لفرقة الروك القوطية البريطانية Fields of the Nephilim، كلاهما تشير إلى كثولو (أو كثولهو Kthulhu كما هو مكتوب على الغلاف الداخلي للألبوم).[بحاجة لمصدر]
-     أصدرت فرقة الروك التقدمية البريطانية CARAVAN أغنية "C'Thlu Thlu" في ألبوم عام 1973 بعنوان " For Girls Who Grow Plump in the Night ".
-     حمل المسار قبل الأخير للألبوم الأول لفرقة الميتال النيوزيلندية Beastwars عنوان "Cthulhu"
-     يضم ألبوم "Stairway To Valhalla" لـNanowar of Steel أغنية بعنوان "The Call of Cthulhu".
-     ذكرت أغنية "Cthulhu" فرقة الباور ميتال الألمانية Grailknights مدينة رلييه Rlyeh.
-     تشير أغنية "Angel of Disease" لفرقة الميتال الأمريكية Morbid Angel إلى الآحاد القدامى، وكثولو، وشوب نيجوراث.

## في المسرح
حولت قصة نداء كثولو للافكرافت إلى عمل مسرحي من إنتاج شركة بابيتيرز فور فيرز Puppeteers for Fears التي تتخذ من ولاية أوريجون مقراً لها، تمثّل في عرض كوميدي موسيقي طويل لموسيقى الروك أند رول تؤديه الدمى. كتب السيناريو والأغاني الكاتب المسرحي جوش جروس، وبعدما نجح في أشلاند بولاية أوريجون، قام الإنتاج بجولة في الساحل الغربي للولايات المتحدة في عام 2018، واختتم العرض في مهرجان هوليوود فرينج.